# ジョン・モンソン (初代モンソン男爵)
初代モンソン男爵ジョン・モンソン（英語: John Monson, 1st Baron Monson PC KB 1693年 – 1748年7月20日）は、グレートブリテン王国の政治家。1727年から1728年まで第5代準男爵サー・ジョン・モンソンの称号を使用した。

## 生涯
ジョージ・モンソンとアン・レン（Anne Wren、チャールズ・レンの娘）の息子として、1693年に生まれた。1708年1月26日、オックスフォード大学クライスト・チャーチに入学した。1722年イギリス総選挙でリンカーン選挙区から出馬して庶民院議員に当選、1727年イギリス総選挙でも再選された。
1725年6月17日にバス勲章を授与され、1727年3月に伯父ウィリアム・モンソンの死に伴い準男爵位を継承した。1728年5月28日、バートンのモンソン男爵に叙された。1733年から1734年まで恩給紳士隊長を務めた。1737年6月に商務委員会第一卿に任命され、同年7月21日には枢密顧問官に任命された。モンソン男爵が商務委員会第一卿を務めた時期、商務委員会の活動は不活発だったという。
1748年7月20日に死去、当時の首相ニューカッスル公爵は南部担当国務大臣ベッドフォード公爵への手紙（1748年8月12日付）で「貴重な男で愛想のいい友人を失った」と弔慰の言葉を述べ、ベッドフォード公爵の返信でも悔やみを言った。

## 家族
1725年4月8日、初代ロッキンガム伯爵ルイス・ワトソンの娘マーガレットと結婚、3男をもうけた。
- ジョン（英語版）（1727年 – 1774年） - 第2代モンソン男爵
- ルイス（英語版）（1728年 – 1795年） - 初代ソンデス男爵
- ジョージ（1777年没） - 初代ダーリントン伯爵ヘンリー・ヴェーンの娘アンと結婚、子供なし[3]